# Austroleptis breviflagella
Austroleptis breviflagella är en tvåvingeart som beskrevs av Akira Nagatomi 1987. Austroleptis breviflagella ingår i släktet Austroleptis och familjen Austroleptidae. Inga underarter finns listade i Catalogue of Life.